# Plinia edulis
Plinia edulis är en myrtenväxtart som först beskrevs av Vell., och fick sitt nu gällande namn av Marcos Sobral. Plinia edulis ingår i släktet Plinia och familjen myrtenväxter. Inga underarter finns listade i Catalogue of Life.

## Bildgalleri

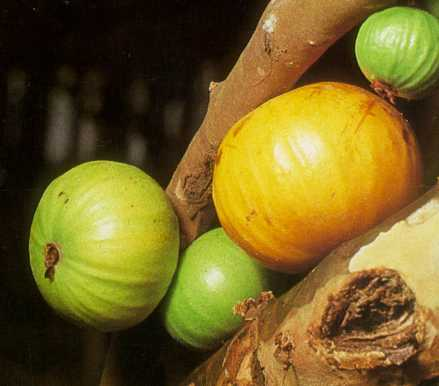
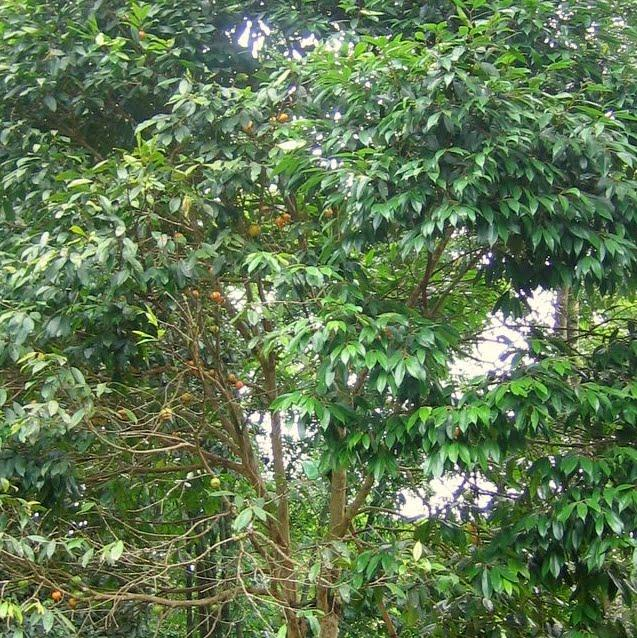
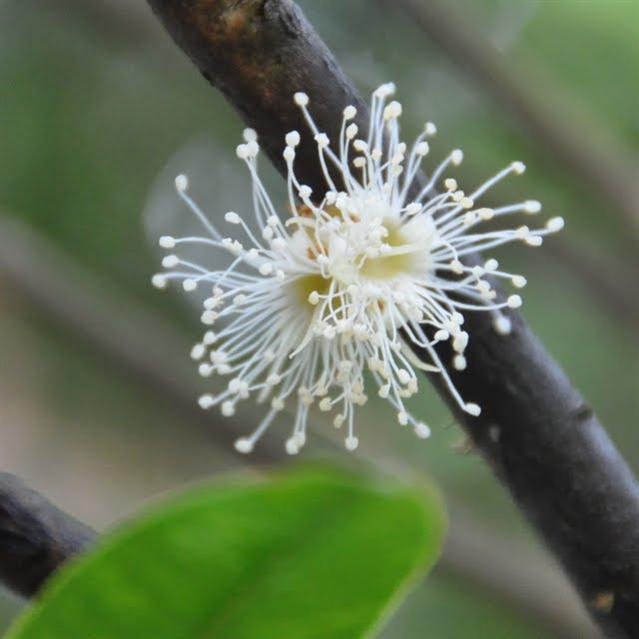